# Swing Blitz Schaltung
Swing Blitz Schaltung, afgekort SBS, is het elektromagnetisch schakelsysteem van de Victoria KR 21 Swing motorfiets uit 1955.
Het systeem is door Norbert Riedel (zie Imme) ontwikkeld. De naam "Swing" sloeg op het veersysteem, waaraan deze motorfiets de bijnaam "Das Schwebende Motorrad" dankte.